# NGC 5691
NGC 5691 is een balkspiraalstelsel in het sterrenbeeld Maagd. Het hemelobject werd op 11 april 1787 ontdekt door de Duits-Britse astronoom William Herschel.

## Synoniemen
- UGC 9420
- MCG 0-37-20
- ZWG 19.73
- IRAS 14353-0011
- PGC 52291